# Polski Związek Filatelistów
Polski Związek Filatelistów (PZF) – założona w 1950 roku organizacja zrzeszająca polskich filatelistów i filumenistów.

## Historia
Od 1955 jest członkiem Międzynarodowej Federacji Filatelistyki (FIP).
Zarząd Główny PZF jest wydawcą miesięcznika "Filatelista", kwartalnika "Historyczno-Badawczy Biuletyn Filatelistyczny" (organ Polskiej Akademii Filatelistyki) oraz "Biuletynu Informacyjnego PZF". Wiele Okręgów PZF wydaje lokalnie biuletyny. Aktualnie prezesem ZG PZF jest Henryk Monkos.